# إنكار الإبادة الجماعية للشعوب الأصلية

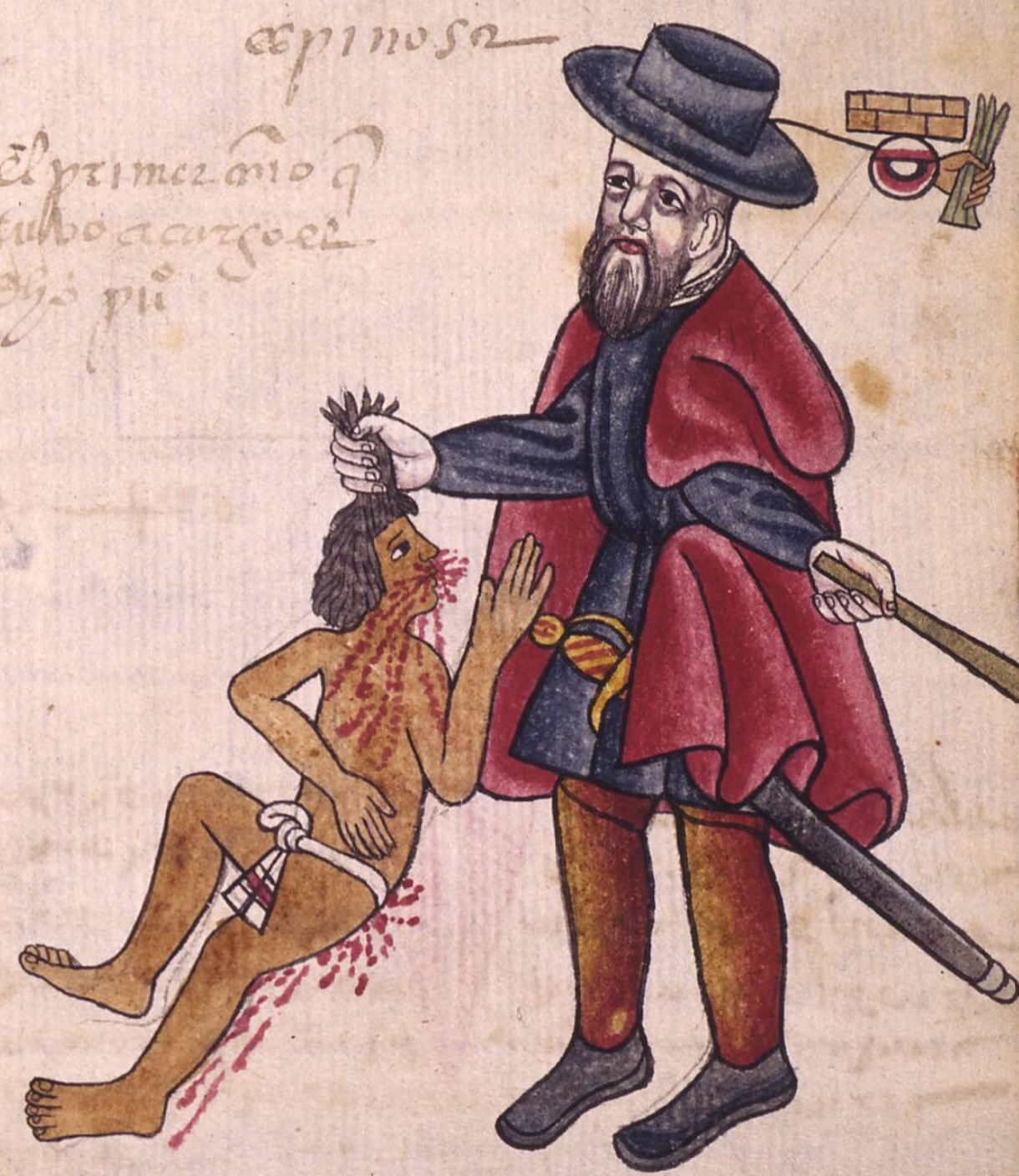
إساءة الإسبان في نظام (Encomienda)، موثقة في مخطوطة كينغزبورو، القرن السادس عشر.

يتضمن إنكار الإبادة الجماعية للشعوب الأصلية ادعاءً يُنكر حدوث أي من الإبادات الجماعية والجرائم الفظيعة المتعددة التي ارتكبت ضد الشعوب الأصلية. يتناقض ادعاء الإنكار مع الإجماع الأكاديمي، الذي يُقرّ بوقوع الإبادة الجماعية. يعتبر هذا الادعاء شكلاً من أشكال الإنكار، وإنكار الإبادة الجماعية، والنفي التاريخي، والمراجعة التاريخية. تشمل الجرائم الفظيعة الإبادة الجماعية، والجرائم ضد الإنسانية، وجرائم الحرب، والتطهير العرقي.
خلال الاستعمار الأوروبي، استعمرت العديد من الإمبراطوريات الأراضي التي يسكنها ما يعرف اليوم بالشعوب الأصلية. وقد احتضنت العديد من المستعمرات الجديدة شعوبًا أصلية باقية داخل حدودها السياسية الجديدة، وفي هذه العملية، ارتُكبت فظائع ضد الأمم الأصلية. تتعلق الفظائع المرتكبة ضد الشعوب الأصلية بالتهجير القسري، والنفي، وإدخال أمراض جديدة، والاحتجاز القسري في المحميات، والاستيعاب القسري، والعمل القسري، والتجريم، والطرد، وسرقة الأراضي، والتعقيم الإجباري، ونقل أطفال المجموعة قسراً إلى مجموعة أخرى، وفصل الأطفال عن عائلاتهم، والاستعباد، والأسْر، والمذابح، والتحول الديني القسري، والإبادة الثقافية، وتقليص وسائل العيش، مما يؤدّي إلى المجاعة والأمرض.
أصبح الباحثون غير المنتمين للشعوب الأصلية يركزون أكثر على دراسة تأثير الاستعمار الاستيطاني والاستعمار الداخلي من منظور الشعوب الأصلية.

## خلفية

### تعريف الإبادة الجماعية

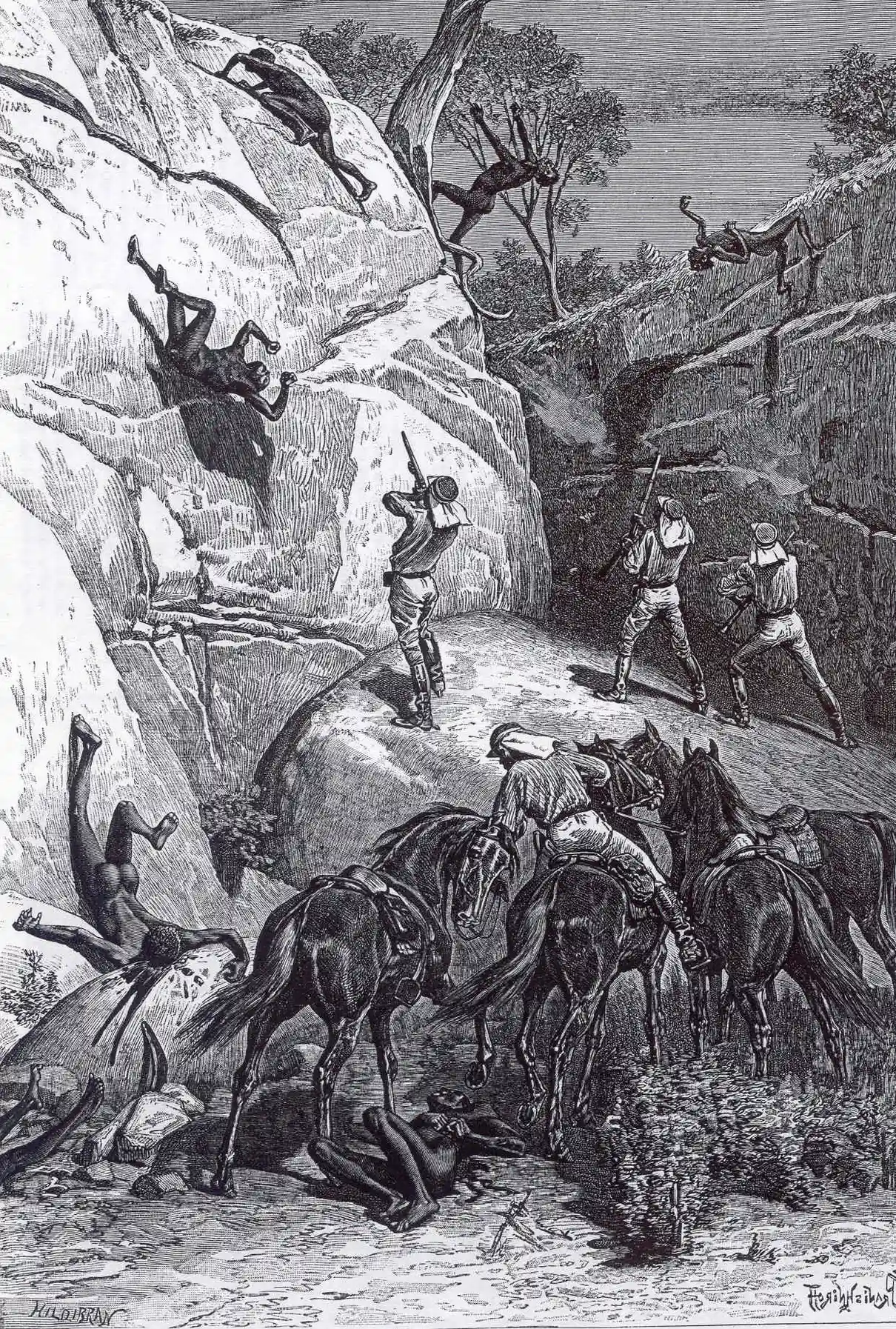
رسم من عام 1888 لمذبحة ارتكبتها شرطة كوينزلاند في سكول هول، ميستيك كريك، بالقرب من وينتون (أستراليا).

في عام 1948، عرّفت اتفاقية الإبادة الجماعية الإبادة الجماعية بأنها أي من خمسة "أفعال ترتكب بقصد التدمير الكلي أو الجزئي لجماعة قومية أو إثنية أو عنصرية أو دينية". وتشمل هذه الأفعال الخمسة قتل أعضاء الجماعة، وإلحاق أذى جسدي أو نفسي خطير بهم، وفرض ظروف معيشية تهدف إلى تدمير الجماعة، ومنع المواليد، ونقل الأطفال قسراً خارج الجماعة. وقد تم استخدام تعريفات علمية إضافية لفحص التاريخ المتنوع للإبادة الجماعية، بما في ذلك تلك التي تشمل الإبادة الجماعية الثقافية والعرقية وفقًا لرافائيل ليمكين.
وقد اعتبر إدوارد هيرمان ونعوم تشومسكي أن تعريفات المصطلحات الأساسية، فضلاً عن الاهتمام الذي يوليه المجتمع لقضية محددة، مثل الإبادة الجماعية، هي نتاج وسائل الإعلام الجماهيرية، كما ذكرا في كتابهم "تصنيع الموافقة": "سوف يصور نظام الدعاية باستمرار الأشخاص الذين يتعرضون للإساءة في الدول المعادية على أنهم ضحايا يستحقون، في حين أن أولئك الذين يعاملون بنفس الشدة أو أكثر من قبل حكومته أو عملائه سيكونون غير جديرين". وهكذا، يرى تشومسكي أن مصطلح الإبادة الجماعية هو مصطلح يستخدمه أولئك الذين يتولون مناصب السلطة السياسية والشهرة الإعلامية ضد منافسيهم، ولكن الأشخاص في مناصب السلطة يتجنبون استخدام المصطلح لوصف أفعالهم الخاصة، في الماضي والحاضر.
اقترح برادلي كامبل نظرية الإبادة الجماعية كدالة لحالة الأقلية، والفصل الاجتماعي، وانخفاض حجم السكان، والافتقار إلى الرؤية. وتشمل العوامل الأخرى التهميش، والافتقار إلى التمثيل السياسي، والوضع الاقتصادي أو الاجتماعي الأدنى.
في الجزء الأخير من القرن العشرين، جذبت الإبادة الجماعية للشعوب الأصلية المزيد من الاهتمام من جانب المجتمع الدولي، بما في ذلك الباحثين ومنظمات حقوق الإنسان.

### التبرير
وصف الأكاديمي والناشط الأمريكي غريجوري ستانتن عشر مراحل للإبادة الجماعية، حيث تكون المرحلة التاسعة هي الإبادة والمرحلة العاشرة هي الإنكار. خلال هذه المرحلة النهائية، يعتبر ستانتن أن الأفراد والحكومة قد "ينكرون أن هذه الجرائم تلبي تعريف الإبادة الجماعية"، و"يتساءلون عما إذا كان من الممكن إثبات نية تدمير مجموعة ما"، و"غالبًا ما يلقون باللوم فيما حدث على الضحايا". تمت مناقشة مفهوم الإنكار باعتباره المرحلة النهائية للإبادة الجماعية بمزيد من التفصيل في الكتاب المدرسي لعام 2021 بعنوان "الإنكار: المرحلة النهائية للإبادة الجماعية؟" (Denial: The Final Stage of Genocide?) يشير ستانتن أيضًا إلى أن المراحل غالبًا ما تحدث معًا؛ تشمل المراحل الثماني الأولى التصنيف، والرمزية، والتمييز، وإزالة الصفة الإنسانية، والتنظيم، والاستقطاب، والإعداد، والاضطهاد. وفي كثير من الأحيان كان الإنكار المبكر للإبادة الجماعية يحدث من خلال هذه المراحل. على سبيل المثال، أوضح المؤرخ الأمريكي ديفيد ستانارد أن المستعمرين الأوروبيين "عمدوا بشكل ممنهج إلى تجريد الأشخاص الذين أبادوهم من إنسانيتهم".
وعلاوة على ذلك، وصف عالم الاجتماع الجنوب إفريقي ليو كوبر الإنكار بأنه دفاع روتيني، مشيراً إليه باعتباره نتيجة لاتفاقية الإبادة الجماعية. ويزعم أن الإنكار أصبح أكثر انتشارًا لأن الإبادة الجماعية تعتبر "جريمة دولية تنطوي على عقوبات كبيرة محتملة في شكل عقاب، ومطالبات بالتعويض، واستعادة الحقوق الإقليمية".

## أمثلة الإنكار
وفقًا لروبرت ك. هيتشكوك، محرر مجلة (Modern Genocide)، "كان تدمير الشعوب الأصلية وثقافاتها سياسة تنتهجها العديد من حكومات العالم، على الرغم من أن معظم المتحدثين باسم الحكومات يزعمون أن اختفاء أو تعطيل المجتمعات الأصلية لم يكن مقصودًا بل حدث عن غير قصد". وعلى الرغم من ذلك، وجد كولين ليتش وآخرون في عام 2013 أن الجماعات التي ارتكبت الجرائم أنكرت مسؤوليتها الجماعية، وأظهرت مستويات منخفضة من الشعور بالذنب الجماعي، وكان لديها دعم منخفض لسياسات التعويض.

### أمركيا الشمالية
وفقًا لمسح أُجري بين عامي 2016 و2018، "يؤمن 36% من الأمريكيين تقريبًا بأن الولايات المتحدة مذنبة بارتكاب إبادة جماعية ضد الأمريكيين الأصليين." وتكتب المؤلفة الأصلية ميشيل ستانلي أن "الإبادة الجماعية للشعوب الأصلية تُنكر إلى حد كبير، أو تُمحى، أو تُعتبر جزءًا من الماضي البعيد، أو تُقدَّم على أنها أمر لا مفر منه". وتشير إلى أن الإبادة الجماعية للشعوب الأصلية تُصوَّر بشكل عام دون التطرق إلى النمط المتمثل في سلسلة من الإبادات المنفصلة ضد أمم قبلية متعددة ومتميزة. كما ذكرت الباحثة السينيكية ميليسا ميشال سلوكوم أن الولايات المتحدة أنكرت وقوع الإبادة الجماعية للأمريكيين الأصليين.

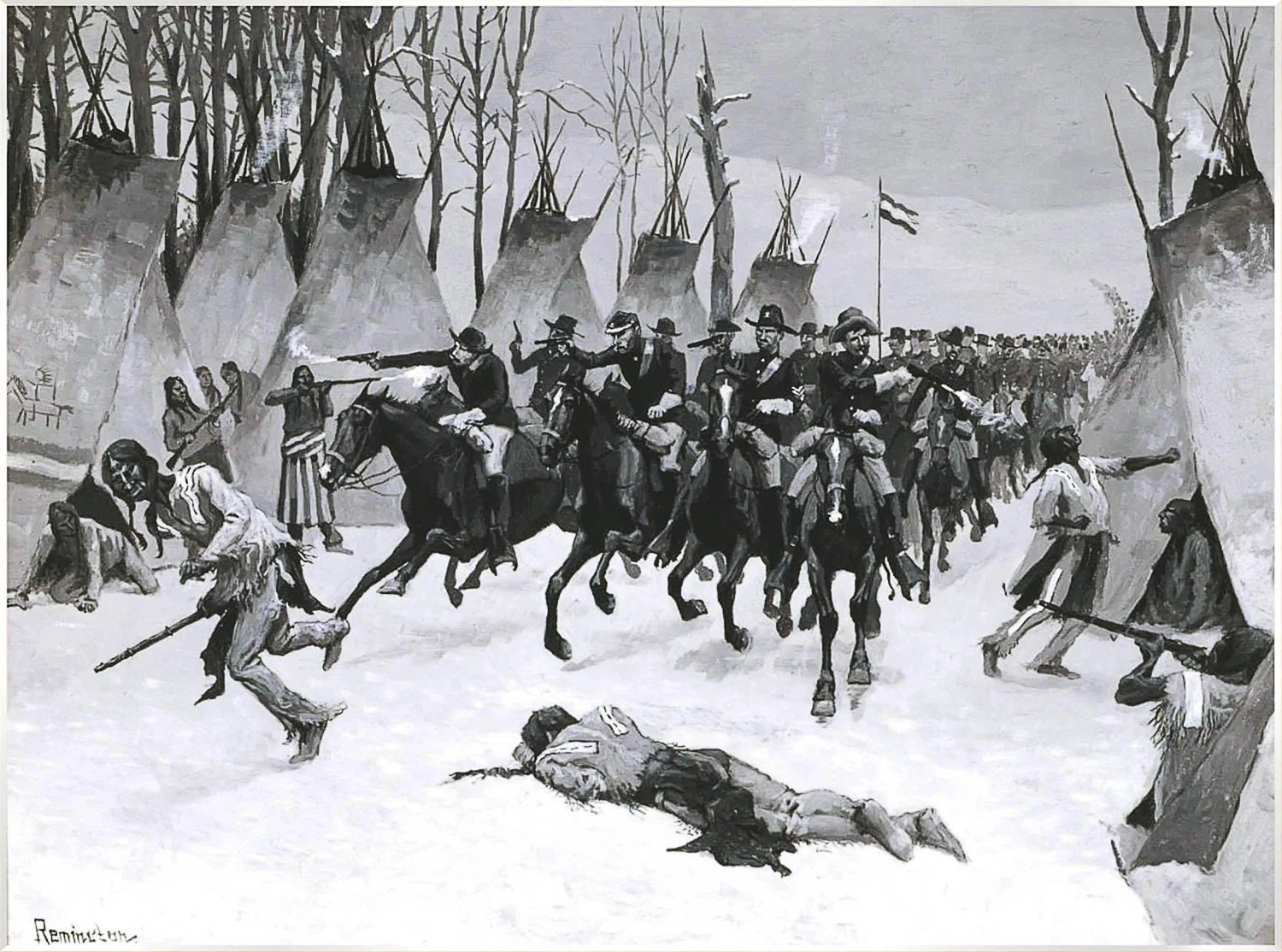
مذبحة ساند كريك، 1864

وفقًا لكتاب "الإبادة الجماعية في أمريكا الشمالية" (North American Genocides)، الذي حرّره كلارك وآخرون، ينكر العديد من الباحثين الأمريكيين الإبادة الجماعية للسكان الأصليين في الأمريكتين، على الرغم من اتفاق الباحثين الدوليين على حدوثها. ويقول المؤرخ الأمريكي نيد بلاكهوك إن السرديات التاريخية الوطنية كانت أشكالًا من الإنكار التي تمحو تاريخ الدمار الناتج عن التوسع الاستعماري الأوروبي. وأشار بلاكهوك إلى أنه ظهر شبه إجماع على أن الإبادة الجماعية ضد بعض الشعوب الأصلية حدثت في أمريكا الشمالية بعد الاستعمار.
لا يعتبر بعض المؤرخين أن إبادة الشعوب الأصلية حدثت في أمريكا الشمالية، ومنهم جيمس أكستيل، وروبرت أوتلي، وويليام روبنشتاين، وغونتر لوي، وغاري أندرسون، على الرغم من أن البعض يطلقون على الفظائع اسمًا آخر مثل التطهير العرقي. يتفق باحثون آخرون، بما في ذلك إليعازر باركان ووالتر إل هيكسون، مع الرأي القائل بأن سكان الأمريكتين ينكرون الإبادة الجماعية للسكان الأصليين في المنطقة.
في الذكرى المئوية الخامسة لكولومبوس، سلّط المؤرخ الأمريكي ديفيد ستانارد الضوء على الاحتفالات والمهرجانات العديدة المحيطة بكولومبوس إلى جانب "إنكار المسؤولية الأمريكية والأوروبية عن الإبادة الجماعية الأكثر شمولاً في تاريخ العالم قد اتخذ شكلًا جديدًا". نشأت قضية مماثلة عندما رفضت لين تشيني، رئيسة الصندوق الوطني للعلوم الإنسانية آنذاك، مشروعًا تلفزيونيًا يحتفل بالذكرى السنوية، وسلطت الضوء على استخدام الاقتراح لكلمة "إبادة جماعية". صرحت تشيني قائلاً: "قد نكون مهتمين بتمويل فيلم يناقش هذه القضية، لكننا لن نقوم بتمويل فيلم يؤكدها. لقد كان كولومبوس مذنبًا بالعديد من الخطايا، لكنه لم يكن هتلر".
وقد أثار آخرون هذه القضية بالذات، ومقارنتها بالهولوكوست، حيث أشار المؤرخ الأمريكي ديفيد ستانارد إلى المكانة البارزة التي احلتها الهولوكوست في نظر الجمهور مقارنة بالجهل العالمي بالفظائع التي ارتكبت في الأمريكتين.

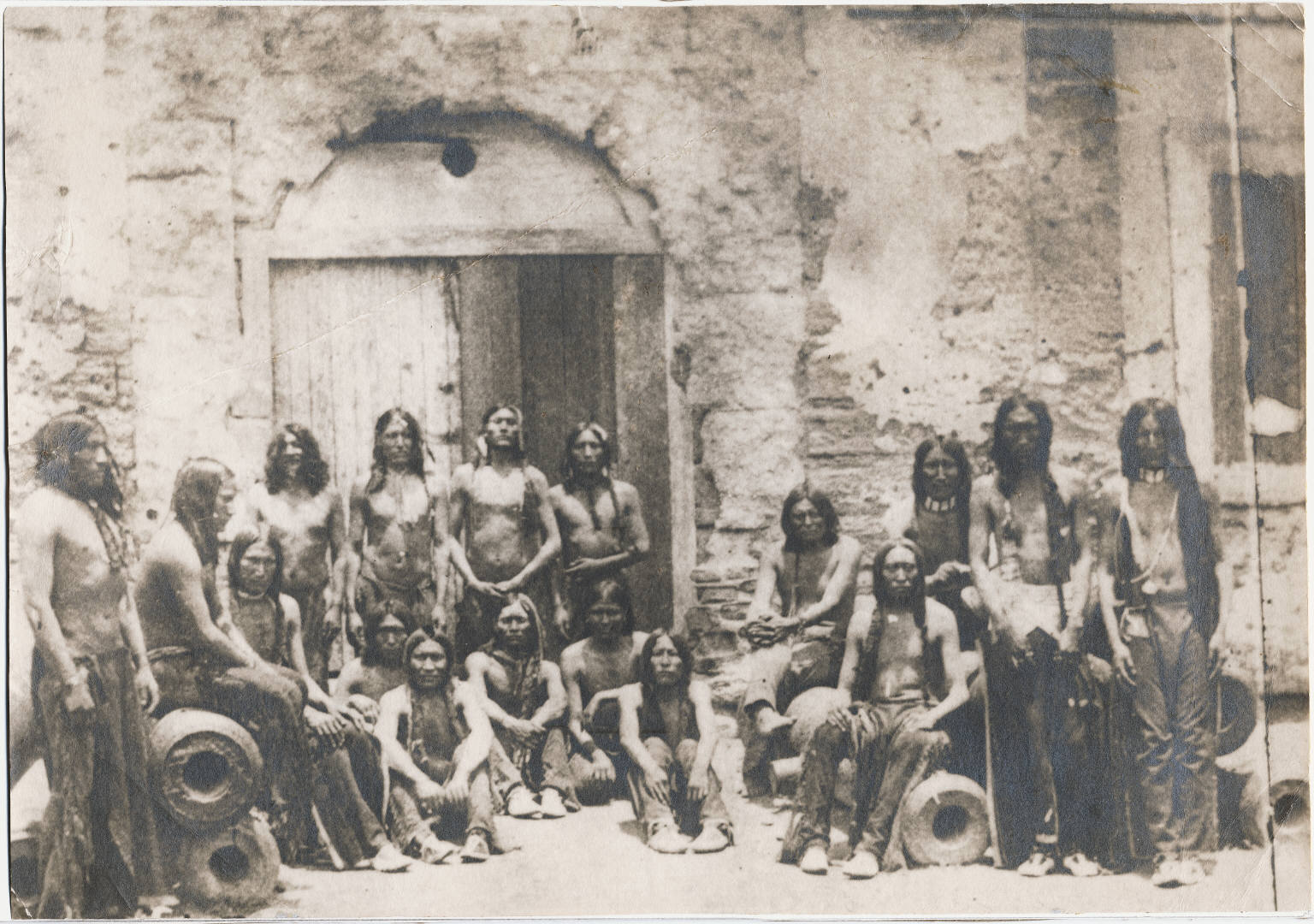
أسرى السكان الأصليين في حرب النهر الأحمر، 1875.

زعم كل من هوارد زين وسوزان كاميرون وكيرستن دايك أن كتب التاريخ الأمريكية المدرسية تتجاهل في الغالب تاريخ إساءة معاملة الشعوب الأصلية أو تقدمه من وجهة نظر الدولة.
في كتابه "العبودية الأخرى" (The Other Slavery)، يقارن المؤرخ الأمريكي أندريس ريسينديز بين آلاف الكتب المكتوبة عن عبودية الأفارقة والعشرات من الكتب عن عبودية السكان الأصليين، ويزعم أن الأخيرة "مُحيت بالكامل تقريبًا من ذاكرتنا التاريخية". يزعم أن العبودية الإفريقية مقبولة على نطاق أوسع لأنها كانت قانونية وبالتالي مسجلة، في حين كانت العبودية الأصلية غير قانونية إلى حد كبير؛ وعلاوة على ذلك، نظرًا لضرورة نقل العبيد الأفارقة، احتفظ المستوطنون بسجلات بيانات السفن.
قال عالم السياسة الكندي آدم جونز إن المراجعة التاريخية كانت شاملة لدرجة أنه في بعض الحالات، تم تصوير الأمريكتين على أنهما غير مأهولتين بالسكان قبل الاستعمار الأوروبي.
وتتعلق ادعاءات أخرى ضد الإبادة الجماعية للشعوب الأصلية في الأمريكتين بالتفوق الطبيعي للمستعمرين الأوروبيين. على سبيل المثال، زعم ستانارد أن مقال الصحفي البريطاني كريستوفر هيتشنز الذي نشر عام 1992 تحت عنوان "تقرير الأقلية" يدعم الداروينية الاجتماعية.

#### كاليفورنيا

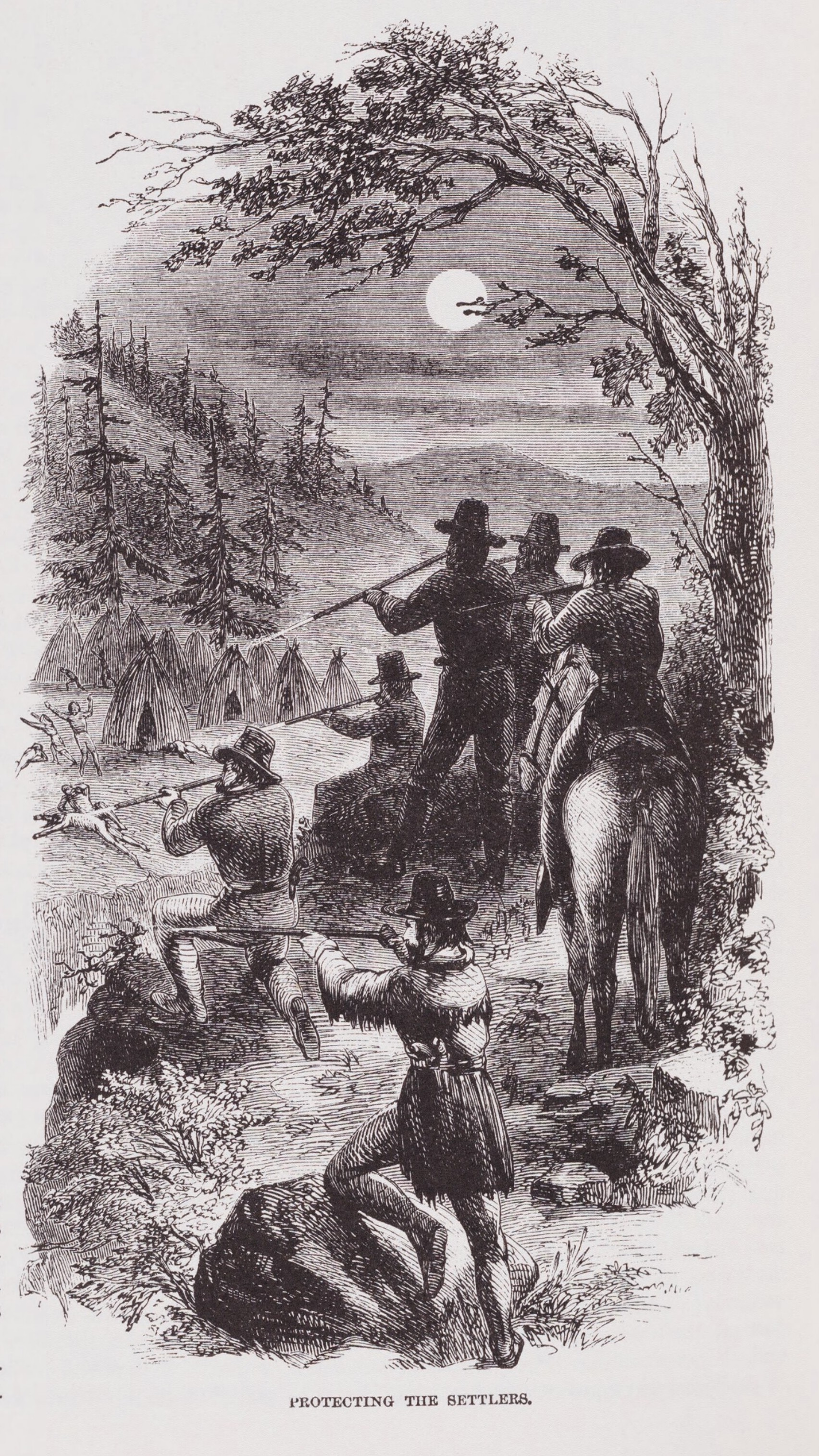
ج. روس براون، "حماية المستوطنين". 1861. رافقت هذه الصورة مقالاً كتبه براون وصف فيه مقتل شعب اليوكي في راوند فالي، كاليفورنيا.

يقول روبرت ك. هيتشكوك أنه أثناء الإبادة الجماعية في كاليفورنيا، "أنكر المشرعون في ولاية كاليفورنيا، والإداريون، والوكلاء الهنود، وسكان البلدة حدوث إبادة جماعية".
وفي القرن الحادي والعشرين، صرح بنيامين مادلي أن الإبادة الجماعية في كاليفورنيا "غالبًا ما تم إخفاؤها أو إنكارها". يمكن إثبات ذلك من خلال كتب العلوم الاجتماعية والتاريخ المعتمدة من قبل وزارة التعليم في كاليفورنيا والتي تتجاهل تاريخ هذه الإبادة الجماعية.
في عام 2015، زعم الكاتب والناشط السياسي الإنجليزي جورج مونبيوت أنه عندما قامت الكنيسة الكاثوليكية بتقديس المبشر المسيحي جونيبيرو سيرا في القرن الثامن عشر، والذي "أسس نظام معسكرات العمل التي أدت إلى تسريع الإبادة الثقافية في كاليفورنيا"، فإنها في الواقع أنكرت الإبادة الجماعية.
يشير جيفري أوستلر إلى أن الإبادة الجماعية للسكان الأصليين قد تم إنكارها في كاليفورنيا، لكن أوستلر يضع العملية التي شوهدت أثناء اندفاع الذهب في كاليفورنيا على أنها إبادة جماعية نظرًا لطبيعتها البنيوية. 

#### كندا
على الرغم من عقود من الاعتراف والإقرار فإن إنكار هذه الحقيقة لا يزال يشكل عاملاً داخل المجتمع الكندي.
ُلا يتفق عدد قليل من علماء كندا مع استخدام مصطلح الإبادة الجماعية لكندا بسبب التحديات القانونية المرتبطة بإثبات نية الإبادة الجماعية، بينما يعتقد معظمهم أن استخدام مصطلح الإبادة الجماعية أمر ضروري للاعتراف بخطورة الإبادة العرقية التي عانى منها الناس، وتجنبه هو شكل من أشكال إنكار الإبادة الجماعية.
تلقّى المتحف الكندي لحقوق الإنسان انتقادات عند افتتاحه في عام 2014 لأنه لم يستخدم مصطلح الإبادة الجماعية لوصف تاريخ الاستعمار في كندا. بعد عامين من افتتاحه، انتقدت ريتا ك. دامون تركيز المتحف على الهولوكوست، وتصوير المدارس السكنية على أنها استيعابية وليست إبادة جماعية، وإنكار الطبيعة الإبادة الجماعية للاستعمار الاستيطاني. في عام 2019، تراجع المتحف عن سياسته واعترف رسميًا بالإبادة الجماعية للشعوب الأصلية في كندا في محتواه.
في عام 2021، أثارت السيناتور لين بياك الجدل واتُهمت بإنكار الإبادة الجماعية في نظام المدارس السكنية الهندية الكندية بعد أن أعربت عن عدم موافقتها على التقرير النهائي للجنة الحقيقة والمصالحة الكندية، قائلة إنه أغفل الجوانب الإيجابية للمدارس. وعلى نحو مماثل، قال زعيم حزب المحافظين السابق إيرين أوتول إن نظام المدارس السكنية كان يعلم أطفال السكان الأصليين، لكنه غيّر رأيه بعد ذلك: "كان الهدف من النظام إبعاد الأطفال عن تأثير منازلهم وأسرهم وتقاليدهم وثقافاتهم". كما اتُهم ناشر الصحيفة السابق كونراد بلاك وآخرون بالإنكار.
في عام 2022، أصدر غريغوري ستانتن، الرئيس السابق للجمعية الدولية لعلماء الإبادة الجماعية، تقريرًا يفيد بأن كندا في "مرحلة الإنكار" للمراحل العشر للإبادة الجماعية. تم التأكيد على هذا الموقف في اليوم الوطني للحقيقة والمصالحة في عام 2023، حيث صرح رئيس الوزراء جاستن ترودو بأن الإنكار كان في ازدياد. بعد النزاعات المتعلقة بحسم أدلة اكتشاف مواقع قبور المدارس السكنية الهندية. قال وزير العدل الفيدرالي ديفيد لاميتي في عام 2023 إنه منفتح على تجريم رفض المدارس السكنية. ولم يتخذ خليفته عارف فيراني موقفا بشأن هذه القضية.
أصدرت كيمبرلي موراي، من مكتب المحاور الخاص المستقل، تقريرًا في عام 2023 جاء فيه: "تستمر مجموعة أساسية من الكنديين في الدفاع عن نظام المدارس السكنية الهندية ... لا يزال البعض ينكر تعرض الأطفال لانتهاكات جسدية وجنسية ونفسية وثقافية وروحية، على الرغم من الأدلة التي لا تقبل الجدل من لجنة الحقيقة والمصالحة. بينما يحاول آخرون إنكار وتقليل التأثيرات المدمرة للمدارس السكنية الهندية. ويعتقدون أن الأسطورة التاريخية الكندية التي تدعي أن الأمة تعاملت مع الشعوب الأصلية برأفة وسخاء صحيحة". دفع تقرير السياسية ليا غازان، عضو البرلمان عن الحزب الديمقراطي الجديد، إلى تقديم مشروع القانون C-413 في عام 2024 لحظر إنكار المدارس السكنية.
في عام 2022، أعلنت الحكومة الكندية أنها ستدفع 31.5 مليار دولار كندي لإصلاح نظام الرعاية البديلة وتعويض الأسر الأصلية عن أوجه القصور فيه. وقد أقرت الحكومة بارتفاع نسبة الأطفال الأصليين في نظام الرعاية البديلة. في عام 2024، رفض زعماء السكان الأصليين في كندا اقتراح الحكومة.

### أمريكا الجنوبية

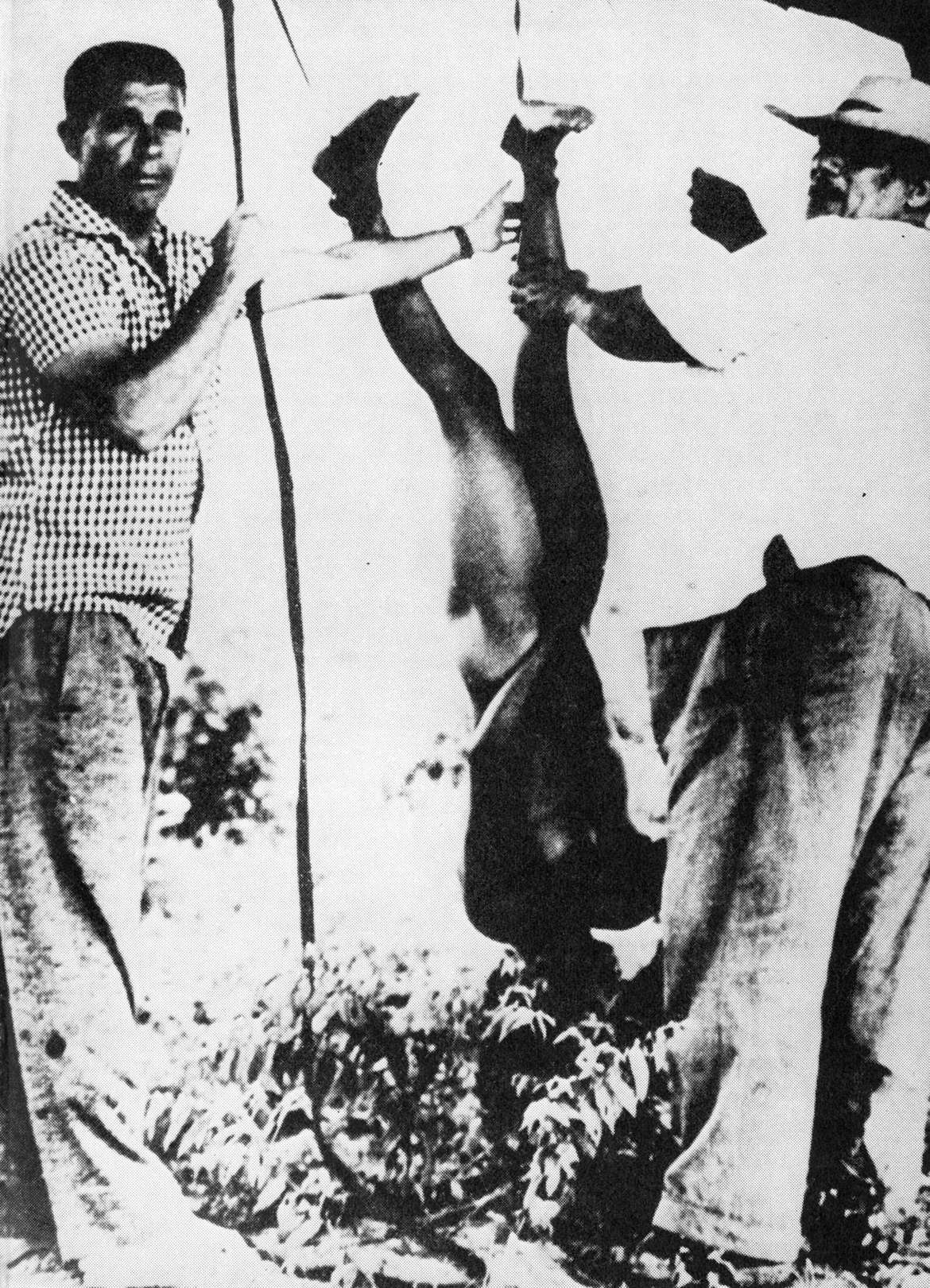
تم الكشف عن الفظائع المرتكبة ضد قبيلة سينتا لارغا في البرازيل في تقرير فيغويردو لعام 1967. بعد أن أطلق القتلة النار على رأس طفلها، قطعوا الأم إلى نصفين.

وبحسب نادية الرباعي، فإن الفظائع الجماعية في أمريكا اللاتينية كانت أقل وضوحًا على المستوى الدولي لثلاثة أسباب:
1. غالبًا ما يتم استهداف المجموعات الضحية بسبب اختلافاتها الأيديولوجية أو السياسية، مما دفع المجتمع الدولي إلى اعتبار مثل هذه الفظائع قضايا سياسية داخلية.
2. يزعم الجناة الذين يتسببون في تدمير النظم البيئية ووسائل العيش بأنهم يسعون إلى تحقيق التنمية الاقتصادية لصالح الجميع، وينكرون وجود أي نية لإلحاق الأذى.
3. إذا وُجد اهتمام أكاديمي بالموضوع، فإنه يوثق باللغة الإسبانية وليس الإنجليزية.

#### الأرجنتين

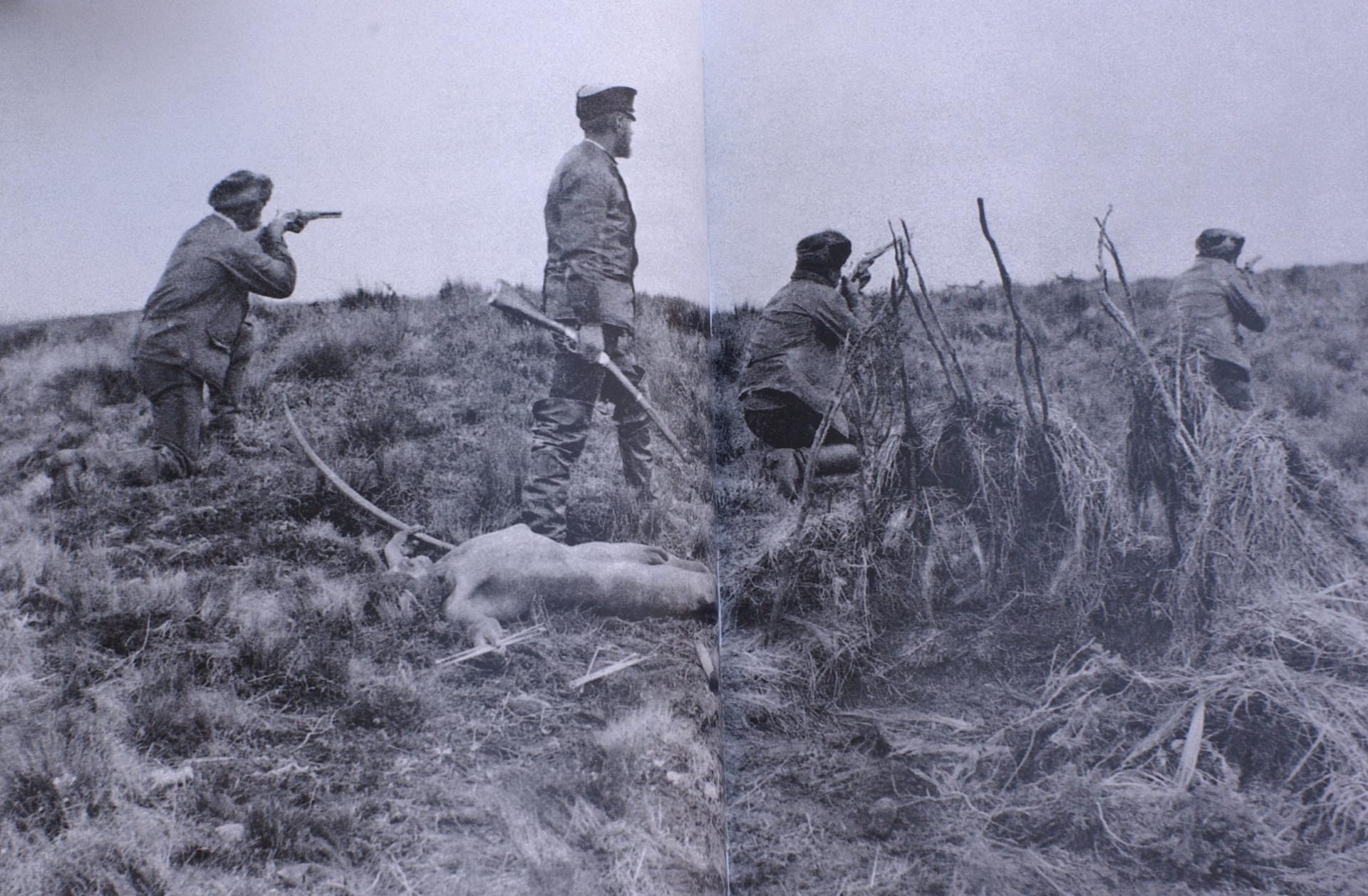
يوليوس بوبر يستهدف الشعوب الأصلية. 1886. انظر إبادة السالكنام الجماعية.

في الأرجنتين، تم تفسير غزو الصحراء على أنه حرب، مما أدى إلى إخفاء حقيقة الإبادة الجماعية للسكان الأصليين  وفي قضية مذبحة نابالبي [الإنجليزية]، خلص القاضي إلى أن المذبحة وقعت في سياق الإبادة الجماعية. وفقًا لوالتر ديلريو وآخرين في عام 2010، فإنه "لا تزال الدولة تنكر وجود الإبادة الجماعية ووجود جرائم ضد الإنسانية فيما يتعلق بالشعوب الأصلية".

#### باراغواي والبرازيل
يقول عالم الاجتماع والباحث في الإبادة الجماعية في جنوب إفريقيا ليو كوبر إن الإبادة الجماعية تم إنكارها في باراغواي والبرازيل على أساس عدم وجود نية للتدمير. على سبيل المثال، تم تحديد قضية آشي في باراغواي قانونيًا على أنها قضية اضطهاد سياسي.

### أمريكا الوسطى
في غواتيمالا، دار نقاش حول اتهامات بالإبادة الجماعية. وقد أوردت لجنة الحقيقة الغواتيمالية تقارير عن إبادة جماعية خلال الحرب الأهلية التي استمرت 35 عامًا، لكن بعض السّاسة الغواتيماليين أشاروا إلى الصراع باعتباره حربًا أهلية.

### إفريقيا
وُصفت إبادة هيريرو في ناميبيا بأنها أول إبادة جماعية في القرن العشرين. في عام 2012، قال السياسي الألماني أوفه كيكيريتز إن ألمانيا بحاجة إلى الابتعاد عن "ثقافة الإنكار".

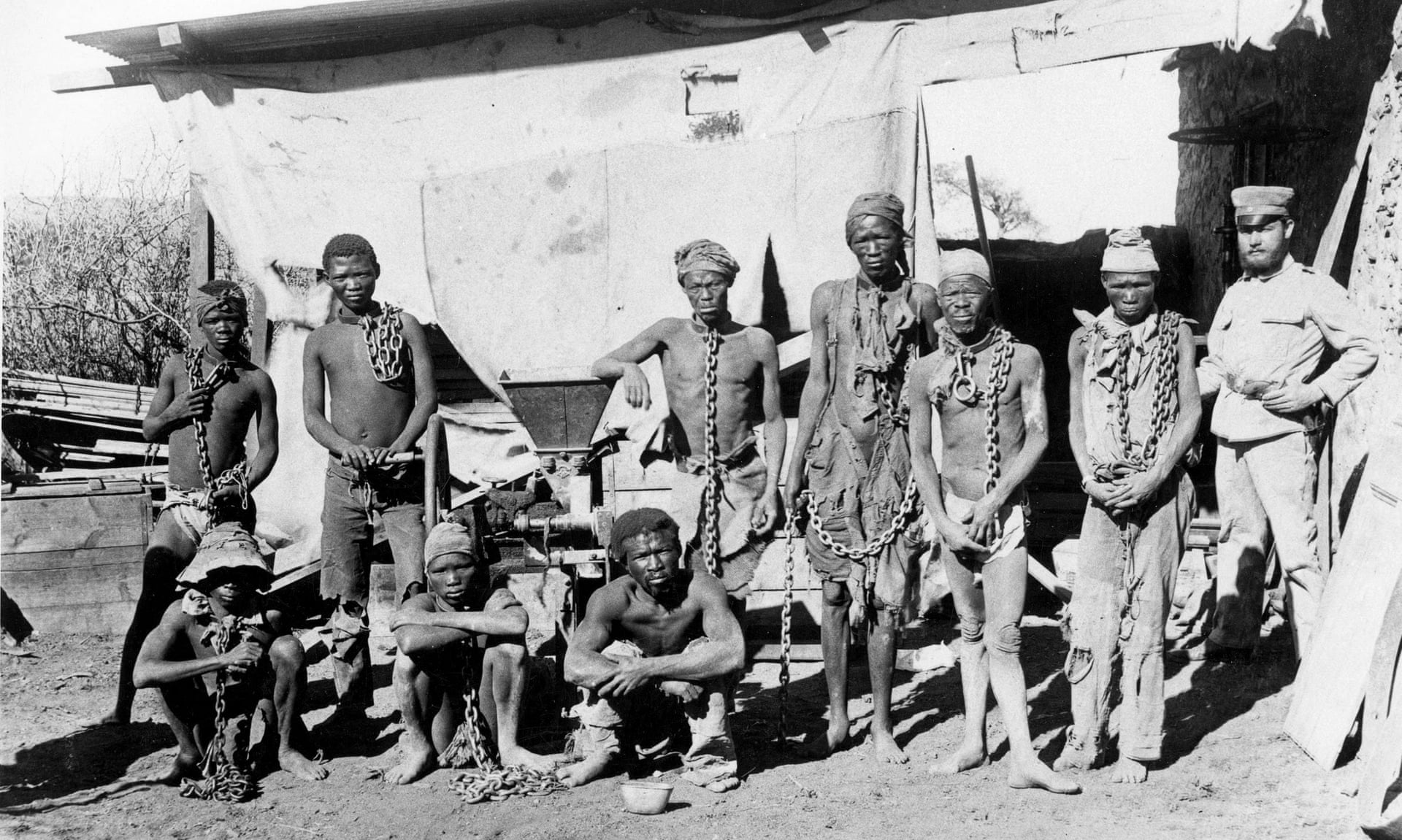
سجناء من إبادة هيريرو وناما، 1904-1907

### أستراليا
لدى أستراليا تاريخ طويل في إنكار الإبادة الجماعية للسكان الأصليين، حيث تعد معاملة البلاد لسكانها الأصليين واحدة من أكثر الأمثلة شهرة. وقد تجلى هذا الإنكار في أشكال مختلفة، بدءًا من التقليل من شدة العنف إلى إلقاء اللوم على الضحايا أنفسهم. تركزت المناقشات حول الإبادة الجماعية في أستراليا في المقام الأول على عمليات القتل التاريخية على الحدود وعلى نزع الأطفال من أُسرهم. منذ ثلاثينيات القرن التاسع عشر، حاول المستعمرون البريطانيون في أستراليا تبرير اختفاء الشعوب الأصلية من خلال إرجاع الأمر إلى المرض والنزوح. على الرغم من أن مصطلح "الإبادة الجماعية" لم يكن مستخدمًا في القرن التاسع عشر، فقد دعا العديد من المستعمرين إلى إبادة السكان الأصليين الذين قاوموا الاستيطان. ظل الوعي بقضايا الإبادة الجماعية مخفيًا حتى ستينيات القرن العشرين عندما بدأ المؤرخون في استكشاف العنف على الحدود، وحصلوا على الدعم الرسمي في تسعينيات القرن العشرين. ومع ذلك، فإن الحواجز الثقافية، مثل "وعي الهولوكوست"، تعيق الاعتراف الأوسع بهذه الأحداث، مما يؤثر على الفهم السياسي لتاريخ أستراليا. لا يزال هناك العديد من المؤرخين الأستراليين الذين يؤيدون الرأي القائل بأن المذابح ونزع الأطفال الأصليين لم تكن إبادة جماعية ولا عنصرية، بل كانت بدلاً من ذلك عملاً من أعمال تدخل الدولة.
تعرض السكان الأصليون في أستراليا لحروب الحدود، التي نشأت بسبب النزاع على الأراضي. وقد شهدوا مذابح وعمليات تسميم جماعي، بالإضافة إلى أجيال مسروقة تم فيها تشريد الأطفال الأصليين.
وفقًا لهانا بالدري، "يبدو أن الحكومة الأسترالية عانت لفترة طويلة من شكل من أشكال "الإنكار" الذي حرم السكان الأصليين في البلاد باستمرار من الاعتراف بالجرائم التي ارتُكبت ضد أسلافهم". ويشمل هذا الناقشات الجارية حول تفسير التاريخ، بما في ذلك وصف الأسطورة الوطنية الأسترالية بأنها غزو أو استيطان.
رفض رئيس الوزراء السابق جون هوارد الاعتذار في اقتراح المصالحة، مدعيًا أن البرنامج لم يكن به أي نية إبادة جماعية. صرح رئيس وزراء تسمانيا السابق راي غروم بأنه "لم تحدث أي عمليات قتل في الدولة الجزيرة".

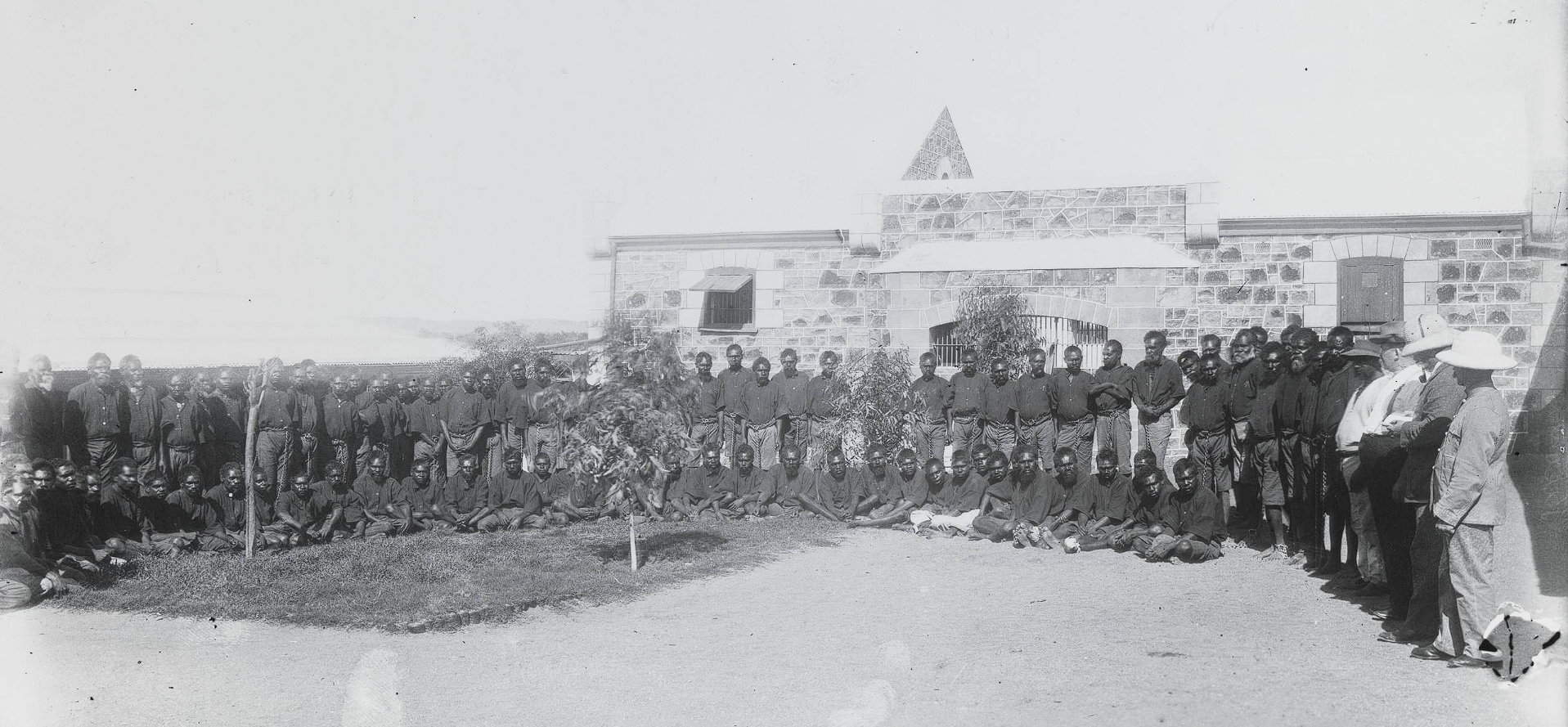
بين عامي 1838 و1931، كان سجناء الشعوب الأصلية المحتجزون في جزيرة روتنست بأستراليا محتجزين في ظروف مزرية ويتعرضون لمعاملة قاسية وغير إنسانية.

اعتُبِرَتْ المجلة الأدبية والثقافية الأسترالية (Quadrant) "مصدرًا رئيسيًا لإنكار الإبادة الجماعية". وقد تضمنت مقالاتها حججًا شائعة تتعلق بالتعريف القانوني للإبادة الجماعية، بما في ذلك الفكرة التي تزعم أن "ذوي الأصول المختلطة ('half castes') لا يمكنهم الادعاء بالانتماء إلى الهوية الأصلية لأنهم نصف أوروبيين"، وأن الشعوب الأصلية كانت مسؤولة عن مصيرها بسبب "تخلفها الذاتي". وذكرت مقالات أخرى أن "مجازر الحدود استندت إلى إحصائيات أُسيء تفسيرها وإلى أكاذيب".

## ردود الفعل
اختارت عدد من الدول اتخاذ موقف حازم ضد إنكار الإبادة الجماعية من خلال سنِّ قوانين لتجريمها. ويختلف مدى التغطية القانونية من دولة إلى أخرى.

## روابط خارجية
- IWGIA – International Work Group for Indigenous Affairs. iwgia.org.
- International Criminal Court (ICC)
- Survival International
- United Nations Office on Genocide Prevention and the Responsibility to Protect
- Yale University, Colonial Genocides Project, Case Studies, Genocide Studies Program

## للاستزادة
- Anderson، Eugene Newton؛ Anderson، Barbara A. (2020). Complying with Genocide: the wolf you feed. Lanham: Lexington Books. ص. 12. ISBN:978-1-7936-3460-3.
- Anderson، Gary Clayton (2005). The conquest of Texas: ethnic cleansing in the promised land, 1820 - 1875. Norman, Okla: University of Oklahoma Press. ISBN:978-0-8061-3698-1.
- Brito، Alexandra Barahona De؛ Gonzalez Enriquez، Carmen؛ Aguilar، Paloma، المحررون (2001). The Politics of Memory and Democratization. DOI:10.1093/0199240906.001.0001. ISBN:978-0-19-924090-6.
- Césaire, Aimé (1972). Discourse on Colonialism (بالإنجليزية). MR. ISBN:978-0-85345-226-3.
- Hitchcock، Robert K. (2023). "Denial of Genocide of Indigenous People in the United States". في Der Matossian، Bedross (المحرر). Denial of genocides in the twenty-first century. Lincoln: University of Nebraska Press. ISBN:978-1-4962-2510-8.
- Hennebel, Ludovic; Hochmann, Thomas, eds. (2011). Genocide Denials and the Law (بالإنجليزية). Oxford University Press. DOI:10.1093/acprof:oso/9780199738922.001.0001. ISBN:978-0-19-989519-9. Archived from the original on 2024-04-14.
- Hinton، Alexander Laban؛ LaPointe، Thomas؛ Irvin-Erickson، Douglas، المحررون (2014). Hidden genocides: power, knowledge, memory. Genocide, political violence, human rights series. New Brunswick, NJ: Rutgers Univ. Press. ISBN:978-0-8135-6162-2.
- Hitchcock، Robert K.؛ Twedt، Tara M. (2004). "Physical and Cultural Genocide of Indigenous Peoples". في Totten، Samuel؛ Parsons، William S.؛ Charny، Israel W. (المحررون). Century of genocide: critical essays and eyewitness accounts (ط. 2nd). New York: Routledge. ISBN:978-0-415-94429-8.
- Hochschild، Adam (2002). King Leopold's ghost: a story of greed, terror, and heroism in colonial Africa. London: Pan Books. ISBN:978-0-330-49233-1.
- Kiernan، Ben (2009). Blood and soil: a world history of genocide and extermination from Sparta to Darfur. New Haven, Conn. London: Yale University Press. ISBN:978-0-300-14425-3.
- Lemarchand, Rene (2011). Forgotten Genocides: Oblivion, Denial, and Memory (بالإنجليزية). University of Pennsylvania Press. ISBN:978-0-8122-0438-4.
- Mamdani، Mahmood (1996). Citizen and Subject: Contemporary Africa and the Legacy of Late Colonialism. Princeton University Press. ISBN:978-0-691-02793-7.
- Moses, A. Dirk (2003). "Revisionism and Denial". In Manne, Robert (ed.). Whitewash: On Keith Windschuttle's Fabrication of Aboriginal History (بالإنجليزية). Black Inc. pp. 337–370. ISBN:978-1-921825-53-8.
- Short، Damien (2016). Redefining genocide: settler colonialism, social death and ecocide. London: Zed Books. ISBN:978-1-84813-546-8.
- Totten، Samuel؛ Hitchcock، Robert K.، المحررون (2017). Genocide of Indigenous Peoples. DOI:10.4324/9780203790830. ISBN:978-0-203-79083-0. S2CID:152960532.
- Trouillot, Michel-Rolph (1995). Silencing the Past: Power and the Production of History (بالإنجليزية). Beacon Press. ISBN:978-0-8070-4311-0. Archived from the original on 2025-01-21.
- Whitt، Laurelyn؛ Clarke، Alan W. (2019). North American Genocides: Indigenous Nations, Settler Colonialism, and International Law (ط. 1). Cambridge University Press. DOI:10.1017/9781108348461.002. ISBN:978-1-108-34846-1. S2CID:242597726.